# Bódhimanda

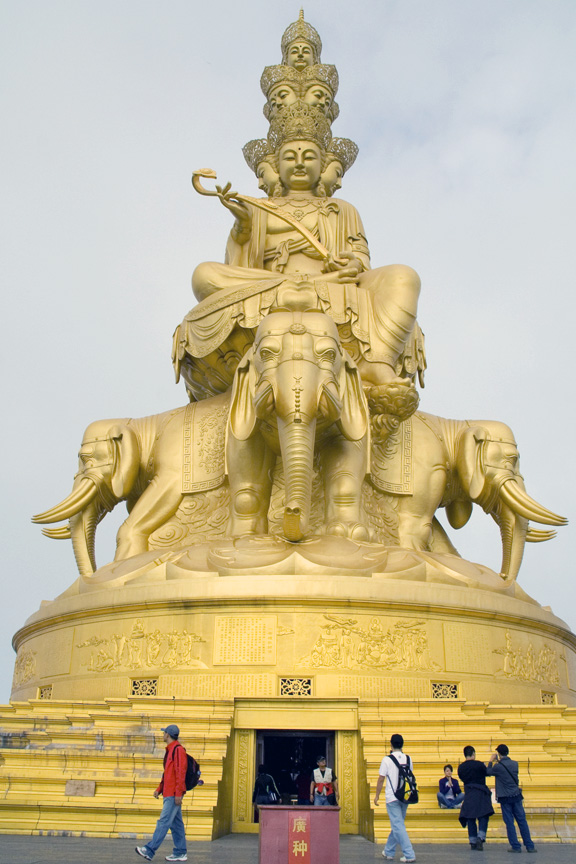
Szamantabhadra bódhiszattva szobra az Omej-hegyen

Bódhimanda (szanszkrit és páli; kínai: 道場, pinjin: dàochǎng) a buddhizmusban használatos fogalom, amelynek jelentése „a megvilágosodás helye”. Haribhadra szerint „az a hely ahol a megvilágosodás esszenciája jelen van”. A hasonló helyesírás ellenére a bódhimanda nem azonos a bódhimandala kifejezéssel, amely „megvilágosodási kört” jelent.
A bódhimandákat gyakran keresik fel buddhista zarándokok, és gyakran válnak népszerű turistacélponttá is egyben. Különböző buddhista irányzatban is úgy tartják, hogy a bódhimandák spirituálisan tiszta helyszínek, amelyek elősegítik a meditáció gyakorlását és a megvilágosodás lehetőségét.
A különböző buddhista iskolák gyakran különböző véleményen vannak az egyes bódhimandák helyszínét és jelentőségét illetően. A déli, théraváda irányzat érthető okokból az indiai szubkontinens bódhimandáit emeli ki, míg az északi mahájána iskolák gyakrabban üdvözítik a kínai, japán, és tibeti helyszíneket.

## Híres bódhimandák Indiában
- Bodh-Gaja: Gautama Buddha
- Potalaka-hegy: Avalókitésvara bodhiszattva

## Híres bódhimandák Kínában
- Putuo-hegy: Avalókitésvara bodhiszattva
- Omej-hegy: Szamantabhadra bodhiszattva
- Vutaj-hegy: Mandzsusrí bodhiszattva
- Csiu-hua-hegy: Ksitigarbha bodhiszattva